# Вјароло (Парма)
Вјароло је насеље у Италији у округу Парма, региону Емилија-Ромања.
Према процени из 2011. у насељу је живело 417 становника. Насеље се налази на надморској висини од 38 м.